# Яворский, Павел Владимирович
Па́вел Влади́мирович Яво́рский (24 апреля 1905 года — 26 июня 1975 года) — советский работник сельского хозяйства; виноградарь; директор совхоза имени Молотова Анапского района Краснодарского края. Участник Великой Отечественной войны. Капитан. Герой Социалистического Труда (1950).

## Биография

### Начальная биография
Родился 24 апреля 1905 года в селе Борисовка Грайворонского уезда Курской губернии Российской империи (ныне Борисовского района Белгородской области). Украинец..
В начале 1920-х годов комсомолец Павел Яворский стал одним из активных организаторов Борисовской волостной комсомольской организации. В 1925 году вступил в ВКП(б)/КПСС.

### В годы войны
Мобилизован Анапским РВК, Краснодарского края.
В действующей армии с 14 августа 1941 года. Боевой путь прошёл начальником продфуражного снабжения 883-го стрелкового полка, позже - помощником командира 1040-го стрелкового полка 295-й стрелковой дивизии 28-й армии. 21 февраля 1942 года был ранен..
Вместе со своей дивизией, которая вела оборонительные и наступательные бои в Битве за Кавказ, Северо-Кавказской операции освобождала города Чикола, Нальчик, Пятигорск, Ессентуки, Херсон, Николаев, Одессу. В составе дивизии принял участие в Ясско-Кишиневской операции, в Висло-Одерской и штурме Берлина. Его прославленная заонила войну и водрузила Знамя Победы над Бранденбургскими воротами в Берлине как 295-я стрелковая Херсонская ордена Ленина Краснознамённая ордена Суворова дивизия

### После войны
После демобилизации капитан интендантской службы П.Я.Яворский вернулся к мирному труду и возглавил виноградарский совхоз имени Молотова Анапского района, виноградники которого значительно пострадали в период немецко-фашистской оккупации. Центральная усадьба — дирекция совхоза имени Молотова — селение Верхняя Гостогайка (с 1958 года — посёлок Виноградный).
Возрождалось виноградарство, составлявшее основу экономики района. Об этом писал в очерке «Виноградари», опубликован ном в 1947 году в анапской газете «Знамя колхозника» Анатолий Алексин. Труженики совхоза имени Молотова (ныне КП имени Ленина), за четыре года, прошедшие после изгнания фашистов с анапской земли, сумели восстановить отрасль и собрали в 1947 году 3316 тонн винограда.
По итогам работы в 1949 году тружениками совхоза получен урожай винограда 95,2 центнера с гектара на площади 179 гектаров. За послевоенный период в совхозе не было потерь урожая винограда от болезней и вредителей.
Указом Президиума Верховного Совета СССР от 26 сентября 1950 года за получение высоких урожаев винограда при выполнении совхозом плана сдачи государству сельскохозяйственных продуктов в 1949 году присвоено звание Героя Социалистического Труда с вручением ордена Ленина и золотой медали «Серп и Молот».
Этим же указом ещё 19 тружеников совхоза имени Молотова были удостоены высокого звания.
В последующие годы совхоз продолжал наращивать сбор урожая винограда: в 1950 году на площади 980 гектаров совхозных виноградников с каждого гектара совхоз получил в среднем 60,2 центнера, в 1951 году - 76,25 центнера, в 1952 году - 96,2 центнера, а в 1953 году - по 100,2 центнера с каждого гектара.
Совхоз имени Молотова по итогам Всесоюзного социалистического соревнования совхозов Министерства пищевой промышленности СССР в 1952 году занял первое место. Ему вручено Красное знамя ВЦСПС и Министерства пищевой промышленности СССР, присуждена первая премия. В 1957 году совхоз получил в среднем 109 центнеров винограда с гектара, общая площадь виноградников составляла 1100 гектаров.

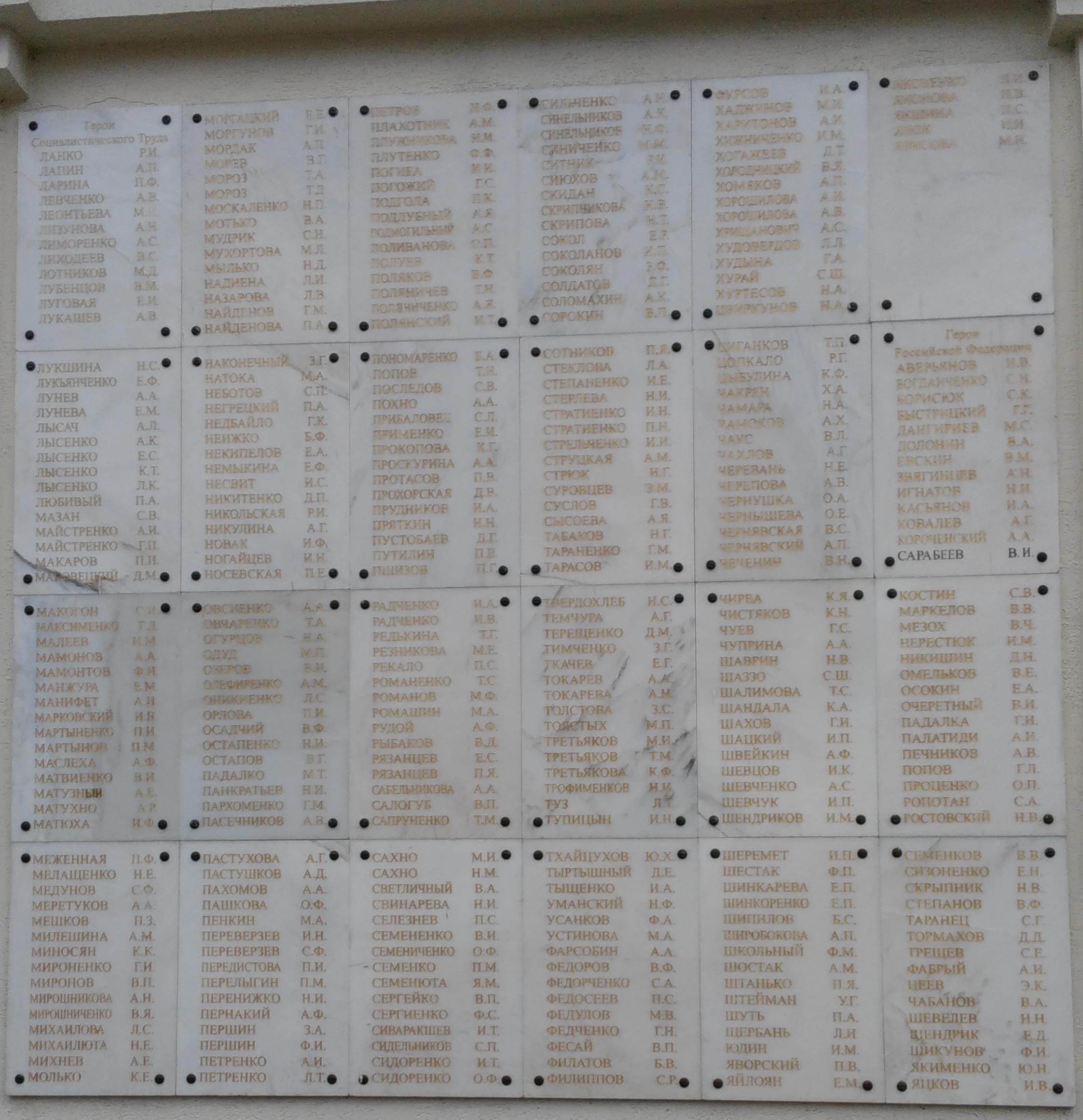
Мемориальная доска с именами Героев Социалистического Труда Кубани и Адыгеи. Краснодар 2017

Скончался 26 июня 1975 года.

## Награды
- Медаль «Серп и Молот» (1950);
- Орден Ленина (26.09.1950)
- Орден Ленина (27.8.1951).
- Орден Трудового Красного Знамени (23.08.1952)
- Орден Красной Звезды[6]
- Орден Знак Почёта (5.01.1050)
- Медаль За боевые заслуги[7](Указ ПВС СССР от 16.6.1943)
- Медаль «В ознаменование 100-летия со дня рождения Владимира Ильича Ленина» (6 апреля 1970)
- Медаль «За победу над Германией в Великой Отечественной войне 1941—1945 гг.» (9 мая 1945[8])
- Юбилейная медаль «Двадцать лет Победы в Великой Отечественной войне 1941—1945 гг.» (7 мая 1965[9])
- Юбилейная медаль «Тридцать лет Победы в Великой Отечественной войне 1941—1945 гг.»[10]
- Медаль «За взятие Берлина»
- Медаль «Ветеран труда»
- Юбилейная медаль «40 лет Вооружённых Сил СССР»[11]
- Юбилейная медаль «50 лет Вооружённых Сил СССР» (26 декабря 1967[12])
- Знак МО СССР «25 лет Победы в Великой Отечественной войне» (24 апреля 1970[1])
- Награждён нагрудным знаком «Лучший садовод и виноградарь».
- и другие.

## Память
- Имя Героя золотыми буквами вписано на мемориальной доске в Краснодаре.
- Занесена в Книгу Почёта района и на аллею Трудовой Славы Анапского района.